# Кордобілья-де-Лакара
Кордобілья-де-Лакара (ісп. Cordobilla de Lácara) — муніципалітет в Іспанії, у складі автономної спільноти Естремадура, у провінції Бадахос. Населення — 997 осіб (2010).
Муніципалітет розташований на відстані близько 270 км на південний захід від Мадрида, 55 км на північний схід від Бадахоса.

## Демографія
Динаміка населення (INE ):